# Allium schugnanicum
Allium schugnanicum — вид рослин з родини амарилісових (Amaryllidaceae); поширений у Таджикистані й пн. Афганістані.

## Опис
Цибулини субкулясті, діаметром 1.5–2 см. Стеблина ± пряма, кругла в перерізі, в основі злегка ребриста, 25–55 см завдовжки, досить тонка, зелена. Листків 2–3, пластинки лінійно-зворотнояйцюваті; межі з тонкими довгими зубами; 15–25 см завдовжки, (0.8)2–3 см завширшки; глянсовий жовтувато-зелені. Суцвіття від напівкулястого до кулястого, ± щільне, багатоквіткове, до 5 см в діаметрі. Листочки оцвітини від довго лінійно-ланцетної до трикутної форми, загострені зі спочатку кігтеподібними верхівками, завдовжки 6–8 мм, в основі завширшки 1.2–1.5 мм, від тьмяних рожево-бузкових до фіолетових, темніша серединна жилка зникає у напрямку до верхівки. Нитки тичинок блідо-рожево-бузкові. Пиляки від рожево-бузкових до фіолетових. Пилок жовтувато-сірий. 2n = 16.

## Поширення
Поширений у Таджикистані й північному Афганістані. Населяє гірські хребти Західного Паміра, бічні долини верхів'я річки Панджу, гірські скелясто-кам'янисті та суглинисті схили в тіні скель.